# جيف إيفانز (لاعب اتحاد الرغبي)
جيف إيفانز (بالإنجليزية: Geoff Evans)‏ هو لاعب اتحاد الرغبي بريطاني، ولد في 1 مايو 1942 في لنلي ‏ في المملكة المتحدة.

## وصلات خارجية
- جيف إيفانز عل موقع إسبنسكروم (الإنجليزية)